# أحمد بلحاج آية وارهام
أحمد بلحاج آية وارهام (1948-) هو كاتب وشاعر وناقد أدبي وباحث مغربي، ولد في مراكش المغربية حصل على دكتورا الدولة في اللغة العربية وآدابهاوعلى دبلوم مدرسة الأساتذة وإجازة في القانون وشهادة الدروس المعمقة في القانون، نشر كتاباته بعدة صحف ومجلات عديدة، منها: الأديب، الآداب، الأقلام، الثقافة المغربية، المناهل، وهو عضو في اتحاد كتاب المغرب، وعضو بيت الشعر في المغرب، وعضو رابطة الأدب الإسلامي العالمية، حصل على جائزة المغرب للكتاب في صنف الشعر في 2014 عن ديوانه «لأفلاكه رشاقة الرغب»، وحصل على الجائزة الشعرية الأولى من جمعية مساندة الكفاح الفلسطيني بالرباط سنة 1972، ومنحه الاتحاد العربي للثقافة جائزة الاتحاد في الدورة الثانية.
أصدر مع الشاعرة مليكة العاصمي «جريدة الاختيار» في أوائل السبعينات، وأسس «منتدى الشعر» الذي تصدر عنه مجلة تحمل أسم المنتدى.

## مؤلفات
صدرت له عدة أعمال منها:

### الدواوين الشعرية
- «زمن الغربة»، 1979.
- «الكتابة على ألواح الدم»، 1984.
- «العبور من تحت إبط الموت»، الطبعة الأولى 1994، الطبعة الثانية عن اتحاد كتاب العرب بدمشق، 2000.[2]
- «طائر من أرض السمسمة»، دار التينمل، مراكش، 1995.[3]
- «ولائم المعارج»، منشورات المشكاة، الدار البيضاء، 2003.[4]
- «الخروج من ليل الجسد»، المغرب، 2006.[5]
- «حانة الروح»، مراكش، 2007.[6]
- «أُطل علي»، افروديت، مراكش، 2012.[7]
- «لأفلاكه رشاقة الرغب»، 2013، حائز على جائزة المغرب للكتاب في صنف الشعر في 2014.
- «مصحف الأحوال يليه حديث الأشكال»، المطبعة والوراقة الوطنية، 2014.[8]
- «معبر الأضداد مع النص الفرنسي»، 2014.
- «ألواح على حائط الظل»، الطبعة الأولى، منشورات سليكي أخوين، 2019.[9]
- «في البعيد يتوهج كعازف الظلال»، الطبعة الأولى، منشورات مكتبة سلمى الثقاتفية، 2019.
- «يصطاد ظِلَّه في ظهيرة العِرفان»، الطبعة الأولى، منشورات جامعة المبدعين المغاربة، الدار البيضاء 2020.
- «أتبع خطوة ظلي لأغتسل بالحلم»، الطبعة الأولى، منشورات دار ابن عربي، تونس، 2020.
- «تعبرك الأشياء ولا تسقط»، الطبعة الأولى، منشورات مقاربات، فاس، المغرب، 2021
- «كالشجر تتحدث»، 2022
- «على نمرقة الصمت»، 2022
- «معزوفات على وتريات الروح»، 2022

### دراسات وأبحاث
- «شعرية الحمَّامات»، دار وليلي، مراكش، 1997.[10]
- «المَنزع الصوفي عند ابن البنَّاء»، 1997.
- «خطاب الأحوال في التصوف المغربي»، 1999.
- «الكتاب: راهنه ومستقبله في عصر المعلوميات»، 2000.
- «موقف ابن رشد من إشكالية المعرفة الصوفية»، دار وليلي، مراكش، 2001.[11]
- «الزاوية الرحالية: مؤسسها وأذكارُها»، 2006.
- «في تحولات الكتاب وجمالية التلقي»، 2006.
- «الخط العربي وعلم الحرف: جماليات وأسرار.. دلالات ورموز»، البوكيلي للطباعة والنشر والتوزيع، القنيطرة، 2007.[12]
- «جماليات الكتابة بالنسق الثلاثي: (مقاربة منفتحة لشعر مليكة العاصمي)»، 2009.
- «الرؤية الصوفية للجمال: (منطلقاتها الكونية وأبعادها الوجودية)»، 2008.
  - الطبعة الثانية عن منشورات ضفاف بلبنان 2014»، ودار الأمان، ومنشورات الاختلاف، 2014.[13]
- «أنساق التوازن الصوتي في شعر محمود درويش: (مقاربة وصفية تأويلية)»، 2010.
- «الشعر العربي المعاصر في المغرب: (رهاناته ومنطقة تلاقي أشكاله)»، مراكش: أفروديت، 2010.[14]
- «أوراق الرّباوي المكيّة: (مقاربة رصدية تأويلية لفضاءاتها وبنياتها)»، أفروديت، مراكش، 2011.[15]
- «كطعم العذارى: دراسات نقدية في شعر الشاعرة المغربية نجاة الزباير»، 2012.
- «يفكر وكأنه يصلي قراءة تحليلية تركيبية في فكر المفكر المغربي حامد بلخالفي»، الدار البيضاء: أفروديت، 2012.[16]
- «أبجدية الوجود: دراسة في مراتب الحروف ومراتب الوجود عند ابن عربي»، الطبعة الأولى، مراكش، 2013.[17]
- «أسماء استظللت بها (مقاربات لألوان من الشعر المغربي المعاصر)»، منشورات أفروديت، الرباط، 2014.[18]
- «الكتابُ وَاِقعُهُ وَمُسْتَقْبَلُهُ في عَصْرِ اُلْمَعْلُومِيَّاتِ»، دار دجلة، 2015.[19]
- «الطريقة التجانية من التأسيس إلى الامتداد في أفريقيا وآسيا وأوروبا»، 2016.
- «جماليات الحمامات في الحضارة العربية الإسلامية: الفضاء والمتخيل: (بحث في الفضاءات التاريخية والمعمارية والفنية والجمالية والثقافية للحمامات، وفي متخيلاتها الشعرية والأسطورية والإيروتيكية والهوامية)»، دار الكتب العلمية ودار الأمان، 2017.[20]
- «أميون شعراء فصحاء من العصر العباسي والمملوكي: حيواتهم وطوابع أشعارهم»، صدر في كتاب المجلة العربية العدد 253، الرياض، ذو الحجة 1438هـ.[21]
- «خطاب الأحوال في التصوف المغربي: أنماطه وخصائصها وغاياتها»، الطبعة الأولى، مؤسسة الأمة العربية للنشر والتوزيع، مصر، 2018.[22]
- «الأبجدية الموازية بحث في العلاقة بحث في العلاقة الجدلية بين دلالة الأبجدية على النفَس الرحماني وبين دلالتها على مراتب الوجود»، الطبعة الأولى، منشورات مركز الكتاب الأكاديمي، عمان، الأردن، 2019.[23]
- «ديوان الحمامات»، مركز الكتاب الأكاديمي، 2020، عدد الصفحات:116 صفحة.[24]
- «نفَسان من اللانهائي قراءة في باطن حروفهما»، طَ1، منشورات دار كتبنا، القاهرة، 2018.
- «كفَرَاشٍ يَشرب المصباح عشر رؤيات للشعر والتصوف»، الطبعة الأولى، منشورات مقاربات للنشر والصناعات الثقافية، فاس، 2019.[25]
- «شرح رائية الجنيد في التصوف للشيخ أبي العباس أحمد التجاني (1150 هـ 1230 هـ / 1815 م)»، تحقيق وضبط وتعليق وتقديم، الطبعة الأولى، دار القرويين، القنيطرة، 2020.[26]
- «مرائي الشاعر: حوارات وإشراقت مع د.أحمد بلحاج آية وارهام حول الشعر والتصوف والفكر»، الطبعة الأولى، منشورات مركز الكتاب الأكاديمي، عمان، الأردن، 2021.[27]
- «صوفية معاصرة من أجل الحضارة المغرغرة»، الطبعة الأولى، منشورات مركز الكتاب الأكاديمي، عمان، الأردن، 2021.
- «بحر فوق إبرة: نصوص بنكهة القص»، الطبعة الأولى، منشورات مركز الكتاب الأكاديمي، عمان، الأردن، 2021.[28]
- «أنهار تغسل تجاعيد الروح»، الطبعة الأولى، منشورات مركز الكتاب الأكاديمي، عمان، الأردن، 2021.[29]
- «متوجا بالفرادة يأتي سفن لألئ على موانئ الشاعر الباحث الناقد احمد بلحاج آيت وارهام»، تأليف مجموعة من المؤلفين، الاشراف العام أحمد بلحاج آية وارهام، تقديم وتنسيق واخراج الشاعرة نجاة الزباير، كتاب افروديت، مراكش، 2011.[30]

## مؤلفات عنه
- «أحمد بلحاج آية وارهام: شاعر وبورتريه»، 2011.[31]
- «أحمد بلحاج آية وارهام: الاحتفاء بالقيمة»، 2011.[32]
- «الصوفية وشعر الحداثة: أحمد بلحاج آية وارهام نموذجا»، 2017.[33]
- «الرؤيا والتشكيل في شعر أحمد بلحاج آية وارهام»، 2011.[34]
- «المركب الإضافي في شعر أحمد بلحاج آية وارهام»، 2008.[35]
- «تصادي العتبات في أشعار الدكتور أحمد بلحاج آية وارهام»، 2011.[36]
- «الملمح الصوفي في شعر الشاعر المغربي أحمد بلحاج آية وارهام»، 2008.[37]
- «بنية التوازي وجمالية الغموض في شعر أحمد بلحاج آية وارهام»، 2011.[38]
- «قراءة في ديوان» ولائم المعارج«لأحمد بلحاج آية وارهام»، 2004.[39]
- «كالنهر يصعد في الأزرق: في التجربة الشعرية لأحمد بلحاج آية وارهام»، مؤسسة البشير للتعليم المدرسي الخصوصي، 2008.[40]
- «سحر الإنشاد وأسراره: قراءة في (أنساق التوازن الصوتي في شعر محمود دروي)» لأحمد بلحاج أية وارهام"، 2011.[41]

## جوائز
- الجائزة الشعرية الأولى من جمعية مساندة الكفاح الفلسطيني بالرباط 1972.
- «درع التميز والتقدير» من ديوان العرب بالقاهرة.
- «وسام الاستحقاق الوطني من الدرجة الممتازة».
- «جائزة منظمة الكفاح الفلسطيني».
- «جائزة لينين للثقافة والأدب» من موسكو.
- «جائزة المغرب للكتاب في صنف الشعر» في 2014 عن ديوانه «لأفلاكه رشاقة الرغب».
- «جائزة الأدب والثقافة الأولى» من وكالة نوفوستي الروسية التي نظمتها مجلة المدار في الذكرى المئوية الأولى لميلاد لينين.
- «جائزة الاتحاد العربي للثقافة» في الدورة الثانية.
- «شهادة التفوق الفكري» من المركز الثقافي المصري بالرباط.
- «شهادة تكريم للأعلام والعلماء» من الجمعية الدولية للمترجمين واللغويين العرب.